# Ian Hatton
 (octobre 2017).
Si vous disposez d'ouvrages ou d'articles de référence ou si vous connaissez des sites web de qualité traitant du thème abordé ici, merci de compléter l'article en donnant les références utiles à sa vérifiabilité et en les liant à la section « Notes et références ».
Ian Hatton est un musicien britannique né en 1962 à Kidderminster. Il devient en 1989 le guitariste de Bonham et participe aux deux albums publiés par le groupe jusqu'à sa séparation en 1992 et sa renaissance sous le nom de Motherland.

## Discographie
- Bonham: The Disregard of Timekeeping
- Bonham: Mad Hatter